# Granite Glacier
Granite Glacier är en glaciär i Antarktis. Den ligger i Västantarktis. Argentina, Chile och Storbritannien gör anspråk på området. Granite Glacier ligger 815 meter över havet.
Terrängen runt Granite Glacier är kuperad norrut, men söderut är den bergig. Havet är nära Granite Glacier norrut.  Trakten är glest befolkad. Närmaste befolkade plats är Gonzalez Videla Station, 6,4 kilometer nordväst om Granite Glacier. 